# 페트로글리프 국립 기념물

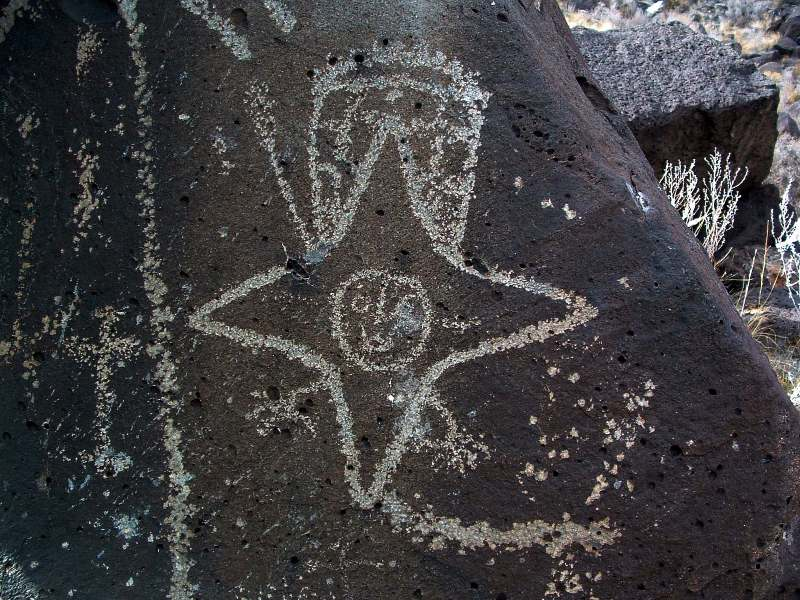
바위 그림 중의 하나 "별 속의 사람"(Star Person).

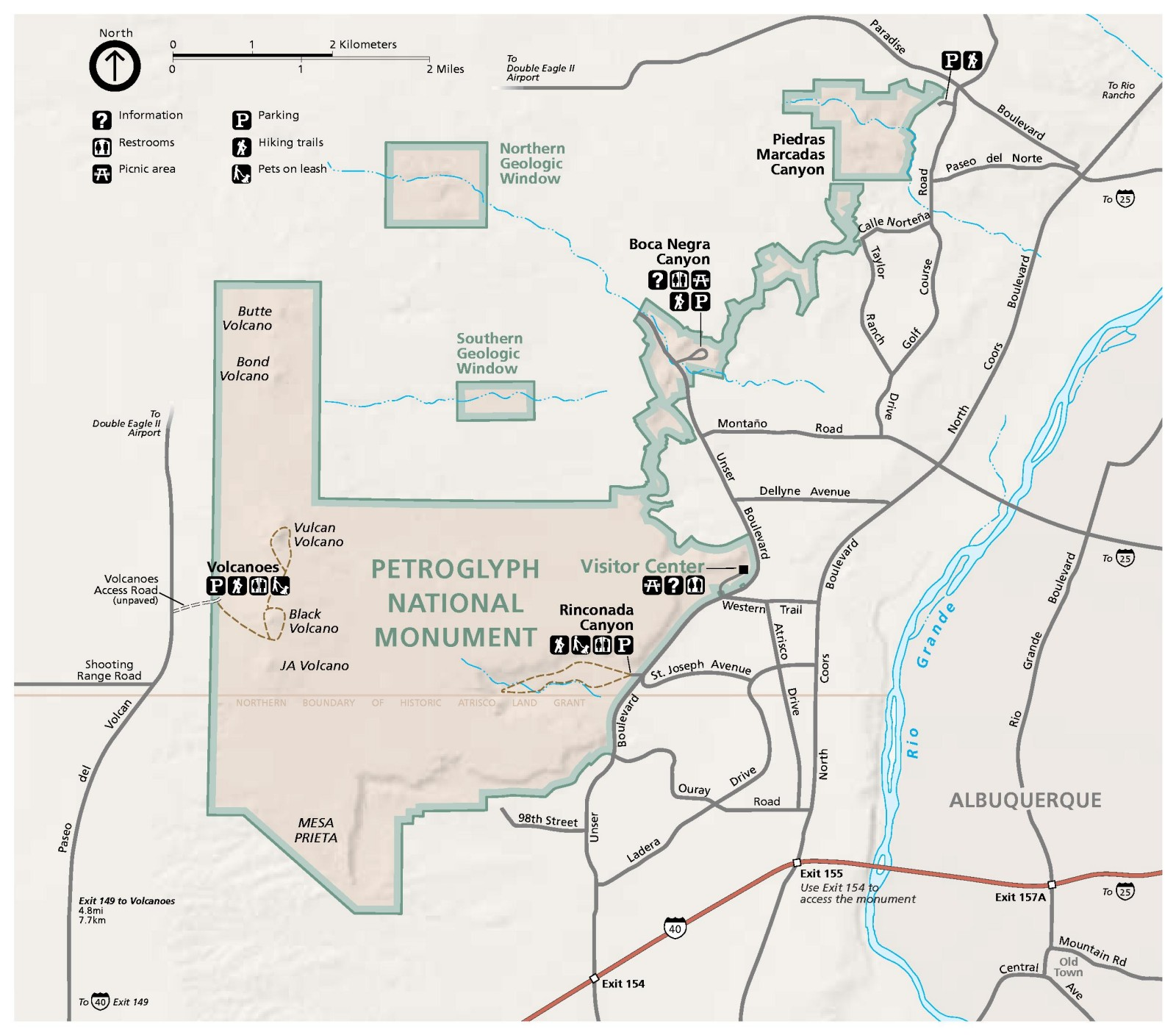
페트로그립 내셔널 모뉴먼트 공원 지도

페트로글리프 국립 기념물(Petroglyph National Monument)은 미국 뉴멕시코주 앨버커키시의 서쪽에 있는 공원이다. 원어로는 페트로그립 내셔널 모뉴먼트라고 한다. 페트로그립(Petroglyph)의 페트로(Petro)는 돌, 바위란 뜻을 가졌고 그립(Glyph)은 그림 또는 도형이란 뜻을 가졌다. 페트로그립(Petroglyph)은 곳 바위에 새겨 그린 그림이란 뜻이 된다. 우리말로 바위그림 또는 암각화(岩刻畵)로 번역된다. 앨버커키의 서쪽에 있는 웨스터 메사(West Mesa) 언덕의 17마일에 이르는 지역에 약 2만4천여개의 그림이 돌에 새겨져 있다. 1990년 미국 연방정부는 이 지역의 페트로그립을 보호하기 위해 이 지역을 국립기념물 (내셔널 모뉴먼트 :National Monument)공원으로 지정하였다. 공원의 관리는 앨버커키시(市)와 연방정부 국립공원 부서가 공동으로 하게 되었다. 공원지역은 푸에블로 인디언 원주민들이 종교적으로 신성하게 여기는 곳이기도 하다. 바위그림의 내용을 보면 사람, 새, 짐승 모양 외에도 추상적인 도형이 있고 또 인디언 원주민의 옛날 생활 모습을 엿볼 수 있는 사냥하는 그림 갈은 것 도 있다. 모뉴먼트 안에는 네 곳의 지정된 공원으로 분류되는데 특별히 페트로그립이 많이 밀집되어 있는 보카네가케니언(Boca Negra Canyon)이 가장 인기 있는 곳이다. 이곳 주차비는 주중 $1이며 주말은 $2이다. 페트로그립 내셔널 모뉴먼트의 년간 방문객 수는 약 10만명에 달한다.

## 같이 보기
- 암각화